# Shensigran
Shensigran (Abies chensiensis) är en tallväxtart som beskrevs av Philippe Édouard van Tieghem. Shensigran ingår i släktet ädelgranar, och familjen tallväxter. Arten förekommer tillfälligt i Sverige, men reproducerar sig inte.
Arten förekommer i Kina i provinserna Gansu, Henan, Hubei, Shaanxi, Sichuan, Yunnan och sydöstra Xizang (Tibet) samt i delstaten Arunachal Pradesh i Indien. Den växer i bergstrakter och på högplatå mellan 2100 och 3500 meter över havet. I regionen förekommer kyligt och fuktigt väder. Årsnederbörden ligger vanligen mellan 1 000 och 2 000 mm.
Shensigran bildar ibland skogar där inga andra träd växer men den är vanligare i barrskogar eller blandskogar tillsammans med Abies fargesii, Tsuga chinensis, Larix potaninii samt arter av gransläktet och björksläktet.
Shensigran tillhör inte de vanligaste barrträden i utbredningsområdet men den har en ganska stor population. IUCN kategoriserar arten globalt som livskraftig.

## Underarter
Arten delas in i följande underarter:
- A. c. chensiensis
- A. c. salouenensis
- A. c. yulongxueshanensis

## Bildgalleri

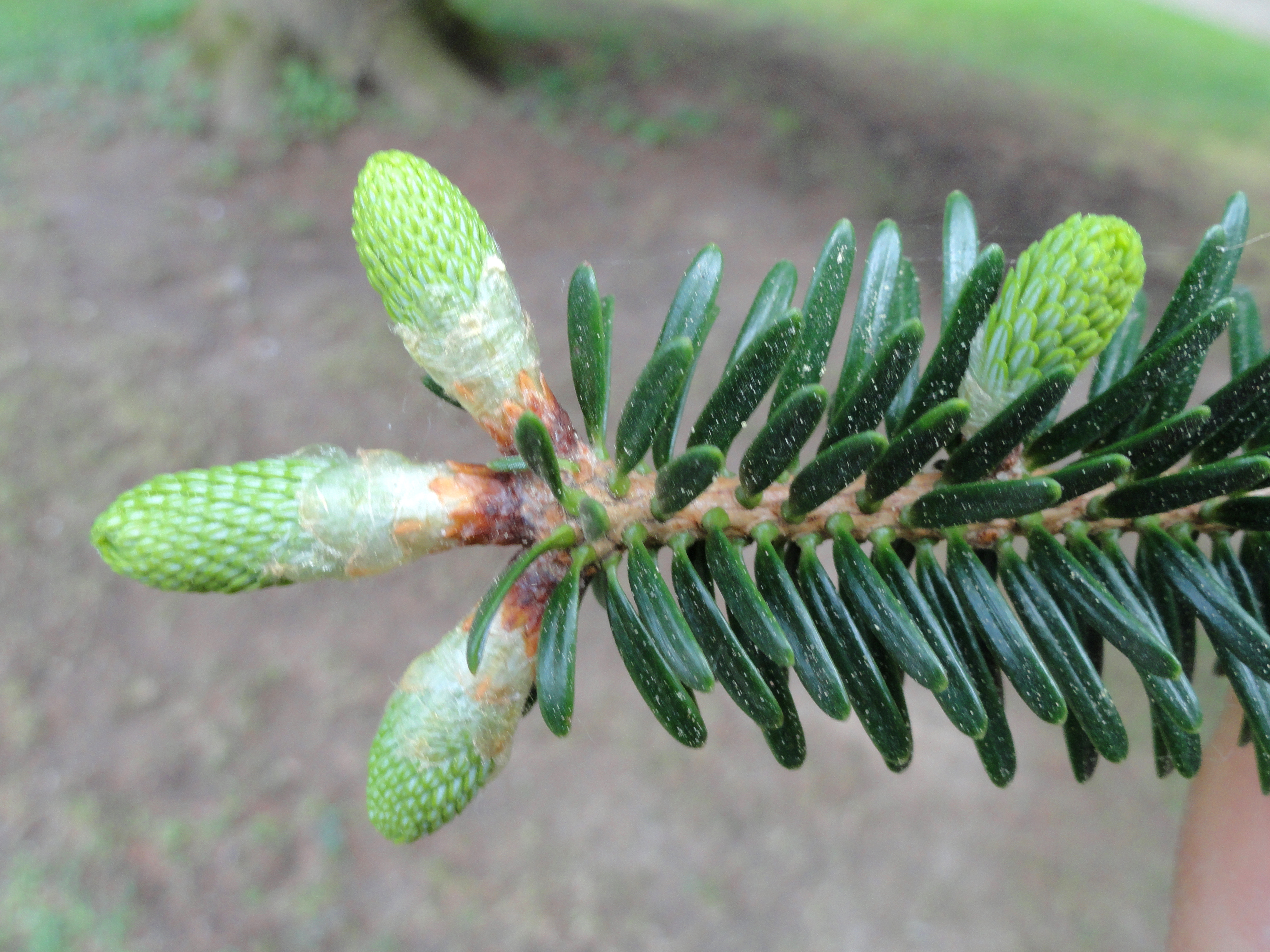
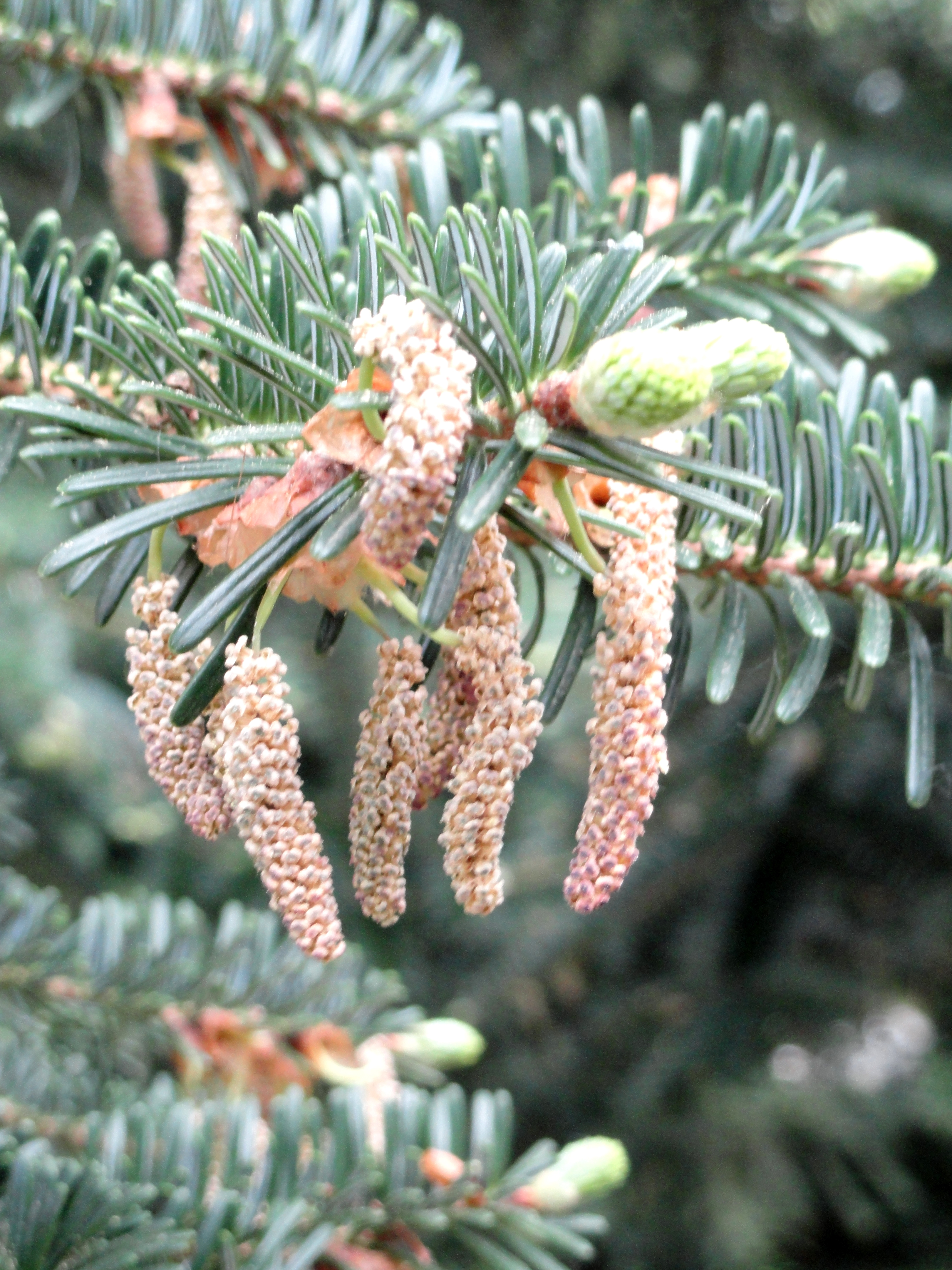